# Sukūn
Il sukūn (in arabo سكون‎? /suˈkuːn/) è un segno ortografico della lingua araba.
Posto sopra una lettera araba, il sukūn indica che la consonante a cui fa riferimento è muta, ossia non è vocalizzata. È un diacritico disegnato come un cerchio al di sopra delle lettere.

## Sintassi
Ad esempio, la traduzione della parola "nome" (si può traslitterare con [ism]) si scrive اِسْم in cui è evidente il segno sukūn sopra la consonante ﺱ (sīn, la "s" in "ism") che non è vocalizzata perché seguita da un'altra consonante.
In casi rarissimi si usa anche sopra la 'alif di protezione, cioè una 'alif sorda in fondo ad alcuni verbi quando si coniugano.
Questo segno diacritico si usa soltanto nei testi che vengono corredati di segni grafici per indicare le vocali brevi e l'assenza di vocale, tra cui il Corano.